# Alojzy Nowara
prof. Alojzy Nowara (ur. 21 czerwca 1907 roku w Kluczu, zm. 7 września 1976 roku w Raciborzu) – nauczyciel, badacz dziejów lokalnych, radny miejski i działacz społeczny.
Pochodził z rodziny chłopskiej. Ukończył miejscową szkołę ludową, po czym rozpoczął naukę w gimnazjum w Strzelcach Opolskich. Po podziale Górnego Śląska kontynuował naukę w Katowicach oraz w Pszczynie, gdzie w 1925 roku zdał maturę. Następnie rozpoczął studia na Wydziale Filozoficznym Uniwersytetu Jagiellońskiego, które kontynuował w Poznaniu. W 1930 roku ukończył je, zdając egzamin państwowy z historii, wychowania obywatelskiego i języka
niemieckiego. Jeszcze w 1928 roku rozpoczął pracę jako nauczyciel na uniwersytecie ludowym w Dalkach. Od 1933 roku uczył w liceum ogrodniczym, a później w zakładzie wychowawczym, a od 1938 roku w gimnazjum i liceum pedagogicznym w Szczuczynie. Po wybuchu II wojny światowej nadal pracował jako nauczyciel, po czym został zatrudniony na stanowisku urzędniczym. Pracował również fizycznie. Po wojnie, do 1951 roku pracował w Liceum Ogólnokształcącym w Paczkowie, gdzie był wicedyrektorem, a następnie przeniósł się, wskutek represji, do Raciborza. W latach 1951–1958 uczył w I Liceum Ogólnokształcącym, a następnie, do 1975 roku w Studium Nauczycielskim.
Prócz pracy zawodowej działał również jako lokalny historyk, polityk i działacz społeczny. Napisał około 150 wydanych drukiem przyczynków, dotyczących głównie historii regionu. Był radnym miejskim, członkiem kierownictwa Związku Nauczycielstwa Polskiego oraz jednym z założycieli Towarzystwa Miłośników Ziemi Raciborskiej i raciborskiego oddziału Polskiego Towarzystwa Historycznego. Kierował pracami nad wydawaniem „Biblioteki Strzechy” oraz „Zeszytów Raciborskich Strzecha”. Za swoją działalność został odznaczony Krzyżem Zasługi, Krzyżem Kawalerskim Orderu Odrodzenia Polski oraz Medalem Komisji Edukacji Narodowej, został również wpisany do Księgi Ludzi Zasłużonych dla Województwa Opolskiego.